# 全琮
全 琮（ぜん そう、198年? - 249年?）は、中国後漢時代末期から、三国時代の呉にかけての武将・政治家。字は子璜。揚州呉郡銭唐県の人。父は全柔。妻は孫権の娘の孫魯班（全公主）。子は全緒・全奇・全懌・全呉。孫は全禕・全静・全儀。従子は全端・全翩・全緝。族子は全尚。族孫は全紀・全皇后。一族に全煕。『三国志』呉志に伝がある。

## 経歴

### 若き日
父の全柔は霊帝の時代に孝廉に推挙され、尚書郎右丞となったが、董卓の乱で朝廷が乱れると官職を捨て故郷に戻った。故郷の揚州でも別駕従事に推挙され、さらに詔勅により会稽東部都尉に任命された。孫策が挙兵し呉郡に兵を進めると、父は真っ先にその配下となり、孫策の推挙により丹陽都尉に任命された。引き続き孫権にも仕え、孫権が車騎将軍に任命されるとその長史となり、桂陽太守まで昇ったという。
この時、全琮は父の命令で桂陽から呉郡に米を運んで売却する任務を負ったが、全琮はその米を民に数千石程施した。父は怒ったが、全琮が士人が苦しむのを見かねたためだと謝ったのを見て、かえって子の非凡さを認識した。戦乱を避けて中原の戦乱から逃れた数百豪族に、全琮は家財を傾けて援助した事から、全琮の名は遠方にも鳴り響いたという。
その後、孫権に仕えて奮威校尉に任命され、1000人の兵士を率いて山越討伐に従事し、募兵して兵士1万を得た。牛渚に駐屯する事になり、官位はやがて偏将軍まで昇進した。
建安15年（210年）、顧邵や陸績と一時呉郡に滞在していた龐統と交際し、その知己を得ている。

### 頭角を現す
建安24年（219年）、劉備軍の関羽が北上し、曹操軍の曹仁が守備する樊城を包囲すると（樊城の戦い）、全琮は関羽討伐の計略を上疏した。この時、孫権が既に呂蒙と関羽攻略の計画を立てていたため、事が漏れるのを恐れて上表を無視したが、関羽攻略後、公安において開いた祝宴で、全琮は孫権から「今日の勝利はあなたの手柄でもある」と声をかけられた。陽華亭侯に封じられた。
夷陵の戦い直後に、孫権が兵を歴陽に駐屯させると、曹休は5州の軍勢を率いて歴陽へ侵攻した。襲撃で呉の辺境軍を破ると、同時に別働隊に横江を渡らせ、蕪湖の軍営数千家を焼いた。これを見た全琮が横江を固守して臨時に敵と戦い、魏軍を撃ち返し、敵味方とも死傷者が多かった。
黄武元年（222年）、曹丕は曹休に命じて張遼・臧覇・賈逵ら26軍余りを指揮監督して洞口に出撃させ、呂範の指揮下で徐盛らと共に防い、多くの軍営が近接して設けられた（洞口の戦い）。魏軍が軽船によって略奪をしかけてくるため、全琮はつねに武装をして、警戒を怠ることがなかった。そうするうちに、曹丕は数千人に長江中央の中洲を渡るよう命じたが、全琮に撃破された。その後、徐盛と共に敵の臧覇を追撃して尹礼の首級と数百の敵兵を斬り、魏軍を撃破したという戦果を挙げた。この功績により綏南将軍となり、銭唐侯に封じられた。
銭唐において賊の彭式が略奪を働くと、周魴を銭唐県の相に起用し鎮圧させた。
黄武4年（225年）、仮節を与えられ、九江太守に任命された。
黄武5年（226年）、丹陽・会稽・呉の三郡の情勢が不穏であったため、その対策のため孫権は10県を分割して東安郡を新設した。全琮はその東安郡の太守に任命された。全琮は賞罰を明確にし、山越に降伏を呼びかけて、1万余人の山越を帰順させた。役所が富春に置かれ、また太守の任務を解かれて戻る時、故郷の銭唐に立ち寄り、先祖の慰霊の祭りを膨大な財力により盛大に行なったという。
黄武7年（228年）、孫権は魏の曹休を計略により誘き出し、これを迎撃した。全琮は陸遜の統率の下で3万の兵を率いて軍の右翼を担い（左翼は朱桓）、石亭において曹休を大いに破った（石亭の戦い）。

### 呉の重臣へ
黄龍元年（229年）、衛将軍・左護軍・徐州牧に任命された。さらに孫権の娘であった孫魯班を与えられ、その娘婿になっている。彼女との間に全呉を儲けている。全琮の待遇は、張昭や劉基の遺族と同等であったという（「劉繇伝」）。
黄龍2年（230年）、孫権は衛温と諸葛直に命じ、珠厓・夷州に軍を進め住民を連行させようとした。全琮は、異域の土地の風土は毒気を含み、疫病が発生して伝染する恐れがあり、多くの利益を求めることはできないと諌めた。孫権は、この意見を聞かなかったので、軍を送って一年経つと、士卒たちの中で疫病により死者が九割にも達し、孫権はこれを後悔した。
この年、魏から隠蕃が間諜として呉に投降し、呉の大臣を離間させ謀反に導こうと計画し、ひとかどの人物たちと親交を結び、全琮をはじめとした多くの人物が隠蕃に心を寄せて尊重した。しかし謀反の計画が発覚して、隠蕃は逃亡しようとして失敗し、逮捕されて陰謀に加わった仲間について尋問されたが、隠蕃は何も答えないまま処刑された。
また、孫権が子の孫登に軍を率いさせ出征させようとした事があった。群臣達が誰もこれを諌めようとしなかったが、全琮だけは密かに孫権に諫言した。孫権が即座に孫登に引き返させると、人々は全琮を国家の節義を守った者として称賛したという。
嘉禾2年（233年）、歩兵と騎兵5万を率いて六安を討伐した。逃走した六安の住民を捕らえようとする諸将を戒めた。
全琮は朱桓と作戦をめぐって口論となった。全琮が、孫権の命令で作戦に参与していた胡綜に責任を擦り付けたところ、朱桓の怒りは胡綜に向けられ、この怒りにより帳士が殺された。朱桓も一時孫権の下に召喚される事件となった。
赤烏2年（239年）、諸葛瑾と歩騭らが中心となり、周瑜の子の周胤を復帰させようとする動きがあった。全琮が朱然とともにこれに同調すると孫権の心も動いたが、周胤が既に死去した。全琮はなおも、周瑜の従兄弟の周峻の子である周護という人物を推挙し、周護が孫権の意に沿わない人物であったため、これも実現しなかった。
赤烏4年（241年）、全琮は大都督に昇進した。同年、魏の揚州の拠点である寿春に侵攻し、芍陂の堤防を決壊させ、兵糧庫を焼き住民を捕虜にした。この戦いは同時に荊州方面において、朱然らに魏の樊城を包囲させ、諸葛瑾らに柤中を占領させるという大規模な作戦であったが、蜀漢の協力も得られず、全琮らは魏の王淩との会戦の中、中郎将の秦晃と一緒に千余人を斬るという戦果を挙げた。しかし孫礼と王淩等が秦晃以下十数将校を斬り、秦晃軍を攻め落とした。魏軍の将兵も大半が死傷してしまい、その戦地へ駐屯した。4月、全琮達は既に敗走したものの、張休・顧承（顧邵の子）・顧譚等がなおも奮戦して敵を押し止めた。5月、皇太子の孫登が死去すると、戦の末に全緒と全端は王凌等を反撃して破り、魏軍を退却させた。翌6月に呉軍は総撤退した（芍陂の役）。
ところが、戦後の恩賞は張休・顧承に厚く、全氏一族に薄かった。張休・顧譚・顧承（顧邵の子）と、全端（全琮の兄の子）ら全氏一族は、先の芍陂の役の恩賞を巡り対立した。全寄と一緒に顧譚らの事を孫権に弾劾し、交州への流罪に追い込んだという。

### 二宮事件
全琮は、孫和と孫覇による孫権の後継者争い（二宮事件）において、歩騭や呂岱らと同様に孫覇の立太子を支持したとされている。
武昌を守備する陸遜に手紙を送って首都の様子を報告した。後に全寄を孫覇の家臣とさせている事を知った陸遜は、全琮に対し「あなたは金日磾を師とせず全寄を擁護しているが、それは家に災いをもたらすことになる」と手紙を送った。全琮はこれを受け入れなかったため、陸遜と不仲になったという。
赤烏9年（246年）、右大司馬（全琮伝では右軍司馬・左軍師）に昇進した。
死去の後は子の全懌が後を継いだ。その没年については、『三国志』呉主伝の赤烏10年（247年）春正月、同全琮伝の赤烏12年（249年）春正月、『建康実録』の赤烏12年（249年）冬と、史書及びその記述箇所によって異なっている。

## 人物
温厚恭順な性格。その言辞は未だ嘗て失礼だった事がなかった。人に接する際は謙虚で、傲慢な態度がなかったという。
部将として大きな勇気と決断力とを備え、敵に当たり難事に取り組むときには、ふるい立って我が身の安全などは顧みなかった。しかし軍の総指揮に当るようになると、威儀を大切にして慎重に行動を取り、軍を動かすにあたっては、必ず万全の作戦を立てて、小さな利益などを追うことはしなかった。
全琮は陸遜ら揚州の貴族の子弟とともに呂範の威儀に置かれるような立場であったという。

## 一族
嫡子として後を継いだ全懌は太平2年（257年）5月、魏で反乱した諸葛誕の救援に赴いたが、先に魏に帰順していた全禕・全儀兄弟（全緒の子）の説得を受け、12月に魏に降伏した。
長男の全緒は孫亮の時代まで武将として活躍した。次男の全奇は二宮事件で孫覇派の中心人物の一人となったが、孫覇が自害に追い込まれるとそれに連座した。末子の全呉は孫権の外孫（孫魯班の子）に当たり、都郷侯に封じられた。
孫亮の時代には、一族の全皇后がその后となったことから、全氏一族で侯に封ぜられたのが5人（全緒・全懌・全呉・全尚・他1人）に昇った。呉が興って以来これだけ高位を占め、盛んな勢力を持った一族は、他に例がなかった。その後、全尚とその子の全紀は孫綝の排斥計画に関わったが、事が露呈して死に至った。全懌・全禕・全儀らは魏に降り、呉における全氏の勢力は衰退した。

## 評価
龐統は「汝南の樊子昭に似て、良い名声がある。当代の俊才としても十分だ」と評価した。
陳寿は、全琮の事を「時代を背負う才能があった」と称えたが、一方で「子の悪事を野放しにし、世間から謗られ名誉を失った」とも評した。
晩年の全琮は、二宮事件において孫覇側に加担したため、裴松之には同じく『通語』において孫覇派の一員として挙げられた呂岱と共に、「論ずる必要もない悪人」とまで蔑まれている（裴松之の注）。

## 三国志演義
石亭の戦いでは朱桓と共に陸遜軍の左右都督となり、夜襲で魏軍の後方陣地を撃ち破り、薛喬を撃退させ、曹休軍に大勝した。諸葛亮が死ぬと、孫権は魏の動きを牽制するために、全琮を派遣して呉蜀国境の巴丘に駐屯した。

## 家系
```
全柔

┣━━━━━━━━━━━━┓

全琮
　　　　　　　　　　　？　　　　　　　
┣━━┳━━┳━━┓　　　┃

全緒
　
全奇
　
全懌
　全呉　
全端

┣━━┳━━┓

全禕
　
全静
　
全儀

※
全尚
・
全紀
との続柄は不詳である。
```